# Imunoglobulinová rodina

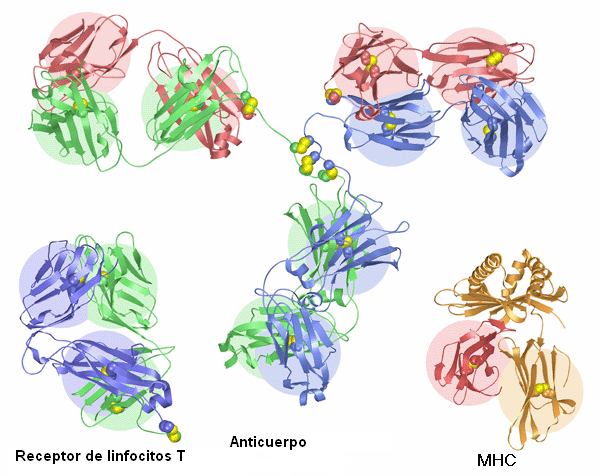
příklady imunoglobulinů

Imunoglobulinová rodina (IgSF) je skupina velkých molekul proteinů na  povrchu buněk, které se podílejí na rozpoznávání, vazbě, nebo na adhezi buňky. Všichny mají imunoglobulinové domény. Mezi ně řadíme protilátky, specifické receptory T-lymfocytů a B-lymfocytů, molekuly HLA, adhezní molekuly a receptory pro růstové faktory. Jsou exprimovány především na leukocytech, ale některé nacházíme i u jiných buněk (např. HLA I. třídy na všech jaderných buňkách). Vyskytují se jako volné molekuly, nebo jsou zabudovány do buněčné membrány.